# Skalná
Město Skalná (do roku 1950 Vildštejn, německy Wildstein) leží v České republice, v okrese Cheb v Karlovarském kraji, 12 km severně od Chebu v bezprostřední blízkosti německých hranic. Většina území leží v Chebské pánvi (od 440 m n. m.), na severu se zvedají první vrcholy Smrčin (Velkolužská vrchovina). Nejvyšším bodem je Lužský vrch s 607 m n. m. Od západu na jihovýchod protéká Skalnou potok Sázek. Skalná je součástí Svazku obcí Kamenné Vrchy. Žije zde přibližně 1 900 obyvatel.

## Místní části
- Kateřina (k.ú. Vonšov)
- Skalná (k.ú. Skalná, Suchá u Skalné a Velký Rybník u Skalné)
- Starý Rybník (k. ú. Starý Rybník)
- Vonšov (k.ú. Vonšov)
- Zelená (k. ú. Skalná)

V roce 1869 k městu patřil i Velký Luh.

## Historie
Město vzniklo pod hradem Vildštejn (Wildstein), který vznikl na přelomu 12. a 13. století. První písemná zmínka o hradu je z roku 1225. Prvními majiteli hradu byl rod Nothaftů. V šestnáctém století se zde rozšiřuje řemeslná výroba. Zvláštní rozvoj zaznamenala ruční výroba papíru, výroba kamenin a hrnčířství. Později byla otevřena naleziště keramických jílů a průmysl těžby surových jílů přetrval dodnes. V roce 1850 se stal Wildstein sídlem okresního soudu. Roku 1865 byl Wildstein povýšen na městys. V této době zde žilo 2 300 obyvatel. K povýšení na město došlo díky stálému rozvoji 5. prosince 1905 Františkem Josefem I. Rozvoj pokračoval až do druhé světové války, po jejímž konci byla vysídlena drtivá většina skalenských občanů. Na plenární schůzi MNV ve Vildštejně dne 6. června 1950 schválena změna názvu z Vildštejna na Skalnou. Nastává úpadek, který končí až revolucí v roce 1989. Od té doby město opět vzkvétá.

## Obyvatelstvo
Při sčítání lidu v roce 1921 zde žilo 2 202 obyvatel, z nichž bylo osm Čechoslováků, 2 148 obyvatel německé národnosti a 46 cizozemců. K římskokatolické církvi se hlásilo 2 119 obyvatel, 65 k evangelické, devět k izraelské a devět bylo bez vyznání.
| Rok            | 1869  | 1880  | 1890  | 1900  | 1910  | 1921  | 1930  | 1950  | 1961  | 1970  | 1980  | 1991  | 2001  | 2011  |
| -------------- | ----- | ----- | ----- | ----- | ----- | ----- | ----- | ----- | ----- | ----- | ----- | ----- | ----- | ----- |
| Počet obyvatel | 2 300 | 2 147 | 2 068 | 2 157 | 2 442 | 2 202 | 2 509 | 1 322 | 1 653 | 1 483 | 1 445 | 1 366 | 1 480 | 1 615 |
| Počet domů     | 60    | 72    | 72    | 68    | 68    | 67    | 68    | 45    | -     | 14    | 11    | 24    | 11    | 19    |

| Rok            | 1869  | 1880  | 1890  | 1900  | 1910  | 1921  | 1930  | 1950  | 1961  | 1970  | 1980  | 1991  | 2001 | 2011  |
| -------------- | ----- | ----- | ----- | ----- | ----- | ----- | ----- | ----- | ----- | ----- | ----- | ----- | ---- | ----- |
| Počet obyvatel | 4 011 | 3 787 | 3 625 | 3 483 | 3 813 | 3 384 | 3 994 | 1 847 | 2 043 | 1 839 | 1 708 | 1 563 | 670  | 1 836 |
| Počet domů     | 423   | 434   | 440   | 455   | 469   | 458   | 511   | 519   | 366   | 330   | 321   | 340   | 379  | 446   |

## Pamětihodnosti
- Hrady
  - Hrad Vildštejn (též Skalná, něm. Wildstein) – jeden z nejstarších a nejzachovalejších románských (vodních) hradů v Česku, prošel kompletní rekonstrukcí a je přístupný veřejnosti (restaurace a muzeum).
  - Hrad Starý Rybník – zřícenina gotického hradu je v současnosti nepřístupná a prochází částečnou rekonstrukcí

- Kostely
  - Kostel sv. Jana Křtitele – barokní kostel římskokatolické církve
  - Kostel sv. Šebestiána – hřbitovní gotický kostel je v majetku města a nedávno zde proběhla kompletní etapová rekonstrukce

- Kapličky
  - Kaplička Zelená – místní část Zelená
  - Kaplička sv. Marie – místní část Starý Rybník
  - Kaplička Vonšov – místní část Vonšov

- Ostatní památky
  - Zámek Starý Rybník – součást areálu hradu
  - Hrázděné domy – několik tzv. chebských hrázděnek

## Volný čas

### Sport
- Sportovní hala – velká sportovní hala vč. posilovny, tenisových kurtů, ubytovny, jídelny, spol. sálu
- Sportovní areál za školou
- Dětské hřiště s rozmanitou výbavou (prolézačky, šplhadla, houpačky a pod.)
- Fotbalový areál – dvě fotbalová hřiště s nově vybudovaným zázemím (ve funkcionalistickém stylu) a tribunou
- Cyklostezky – č. 36 (Krušnohorská magistrála), č. 2134, cyklo- a pěší stezka do Starého Rybníka
- Koupání – místní koupaliště (neudržované), vodní svět Aquaforum ve Fr. Lázních (5 km)
- Golf – golfová hřiště v Hazlově (18 jamek, 8 km), v Lubech (9 jamek, 14 km), do budoucna plánováno 18 jamkové přímo ve Skalné

### Kultura a církev
- Městská knihovna
- Hradní muzeum
- Hasičské muzeum
- Geofyzikální muzeum
- Římskokatolická farnost Skalná
- Divadlo – Fr. Lázně (5 km), Cheb (14 km)
- Kino – Cheb (14 km)
- Traktor klub Skalná, Luby (klub majitelů a sympatizantů historických traktorů a zemědělské techniky)

#### Vybrané kulturní akce
- Reprezentační ples města Skalná – polovina února
- Cena Města Skalná (taneční soutěž) – začátek května
- Dětský den – nejbližší sobota k 1. červnu
- Festival Mitte Europa – červen
- Pouť k sv. Janu Křtiteli – patronu farního kostela, červen
- Rozsvěcení vánočního stromu – 1. adventní neděle
- Dožínky

### Příroda
- Národní přírodní rezervace Soos – unikátní přírodní rezervace
- Přírodní park Kamenné vrchy

## Průmysl, služby a vzdělávání

### Průmysl
V tzv. dolní Skalné vznikla přirozená průmyslová zóna, ve které se soustředí většina průmyslové výroby. Ve Skalné působí firma produkující stavební hmoty, kameniva a dalších suroviny (souvisí s těžbou jílů a písků); dále nástroje pro frézování, broušení a leštění - brusné a leštící nástroje, výrobky z hliníkových profilů; také zde působí truhlářství, autodopravy atd.

### Služby
Ve Skalné je velké množství restaurací, dále hotel, jeden penzion, několik obchodů (potraviny, drogerie), dvě kadeřnictví, masáže, pošta, čerpací stanice, lékárna, trafika, knihovna, dětský i praktický lékař, zubař.

### Vzdělávání
Funguje zde taktéž základní a mateřská škola.

## Doprava
Skalnou prochází silnice č. 213 s napojením na mezinárodní silnice a také železniční trať č. 146. Nejbližší hraniční přechod je vzdálen cca 5 km. Město má velmi dobrá dopravní spojení: autobusové na trase Cheb - Františkovy Lázně - Skalná - Plesná a železniční na trase Cheb - Tršnice - Skalná - Luby. Komunikace ve Skalné procházejí postupně rekonstrukcemi.

## Osobnosti města
- Pavel Nedvěd (* 1972), fotbalista, vyrůstal ve Skalné, kde začal svou fotbalovou kariéru v Tatranu Skalná; ve sportovní hale je mu věnovaná "síň slávy"
- Jiří Mošna (1928–2010), kněz, osobní arciděkan

## Partnerská města
- Neusorg, Německo (1991)

## Galerie

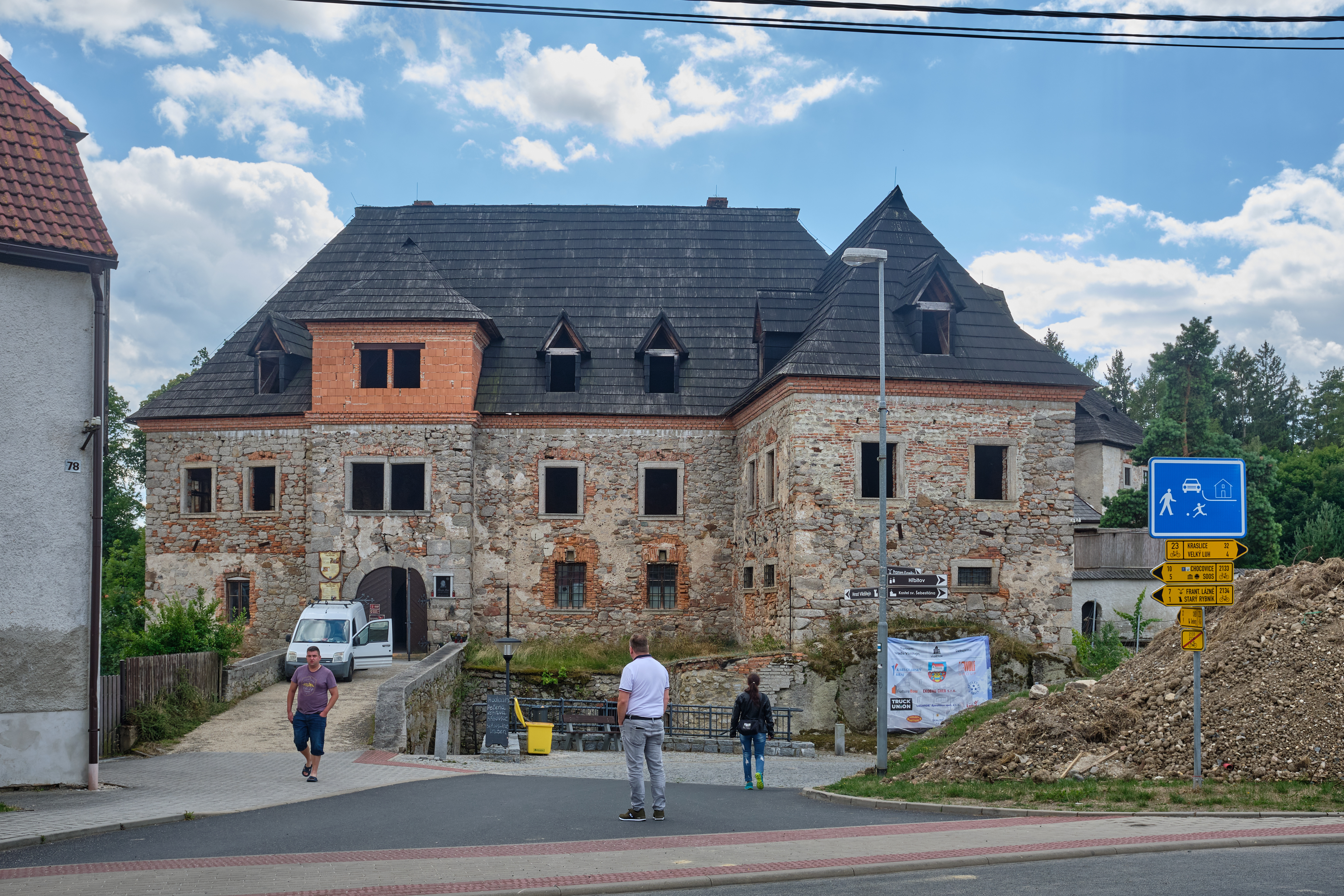
Hrad Vildštejn
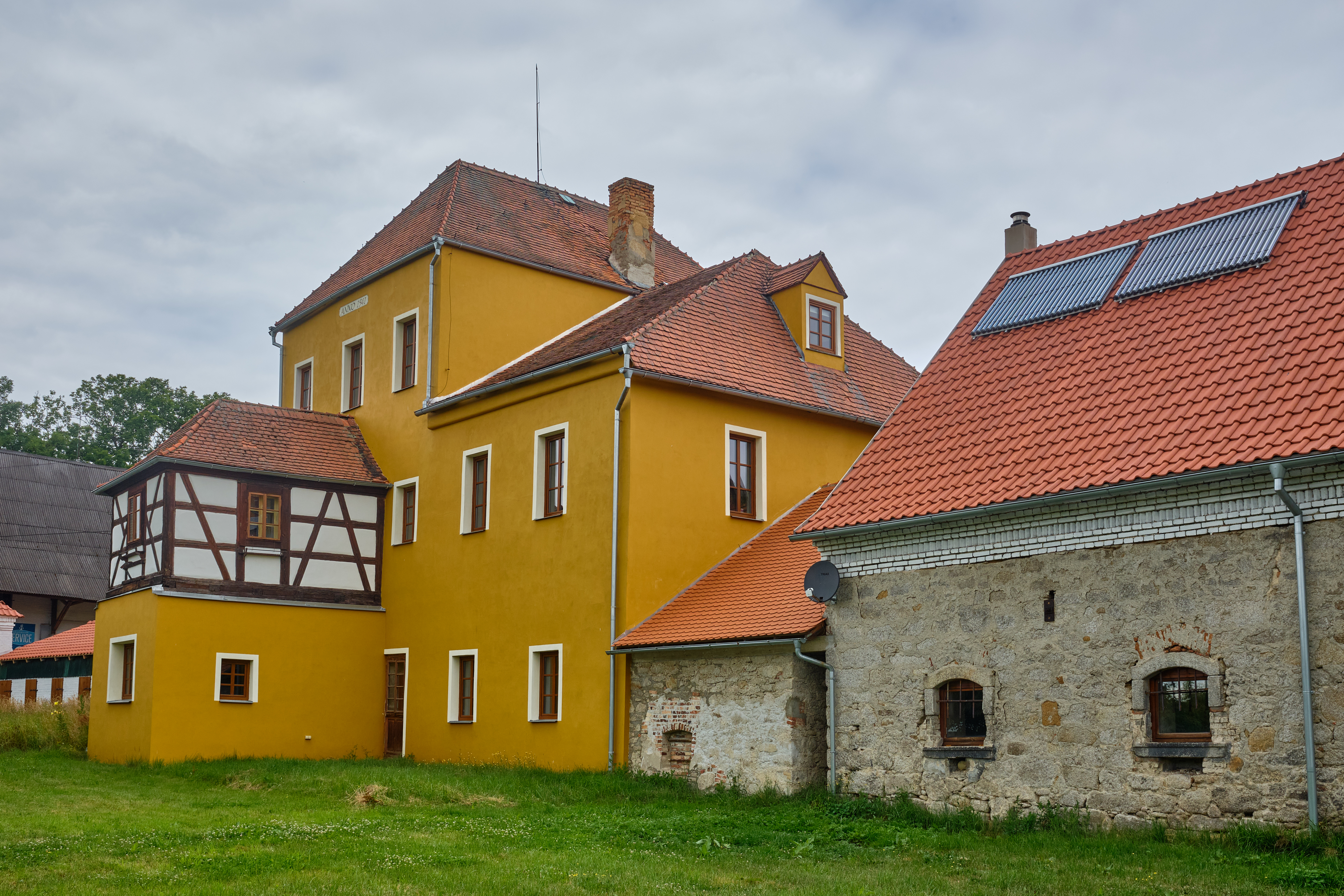
Horní hrad
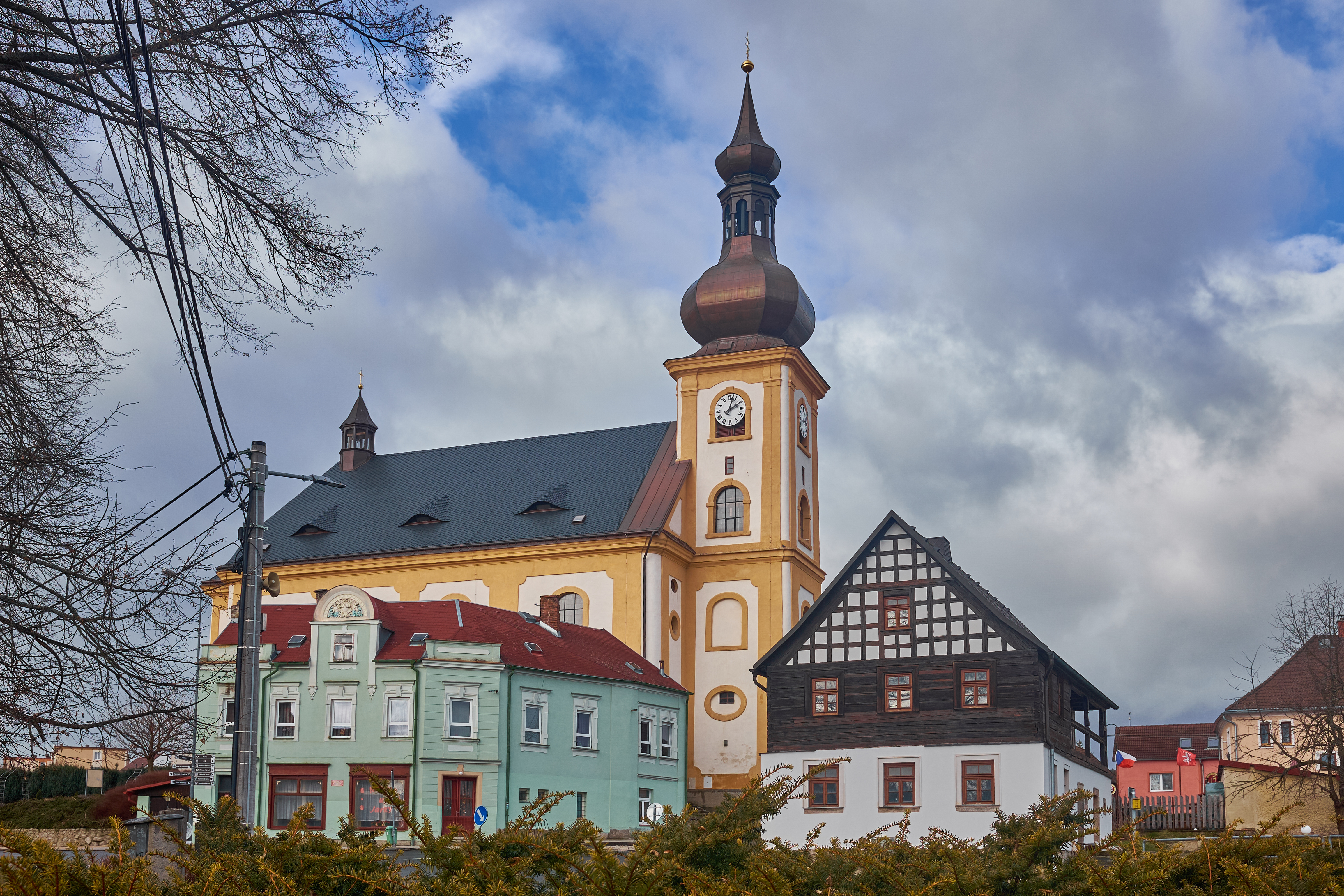
Kostel svatého Jana Křtitele
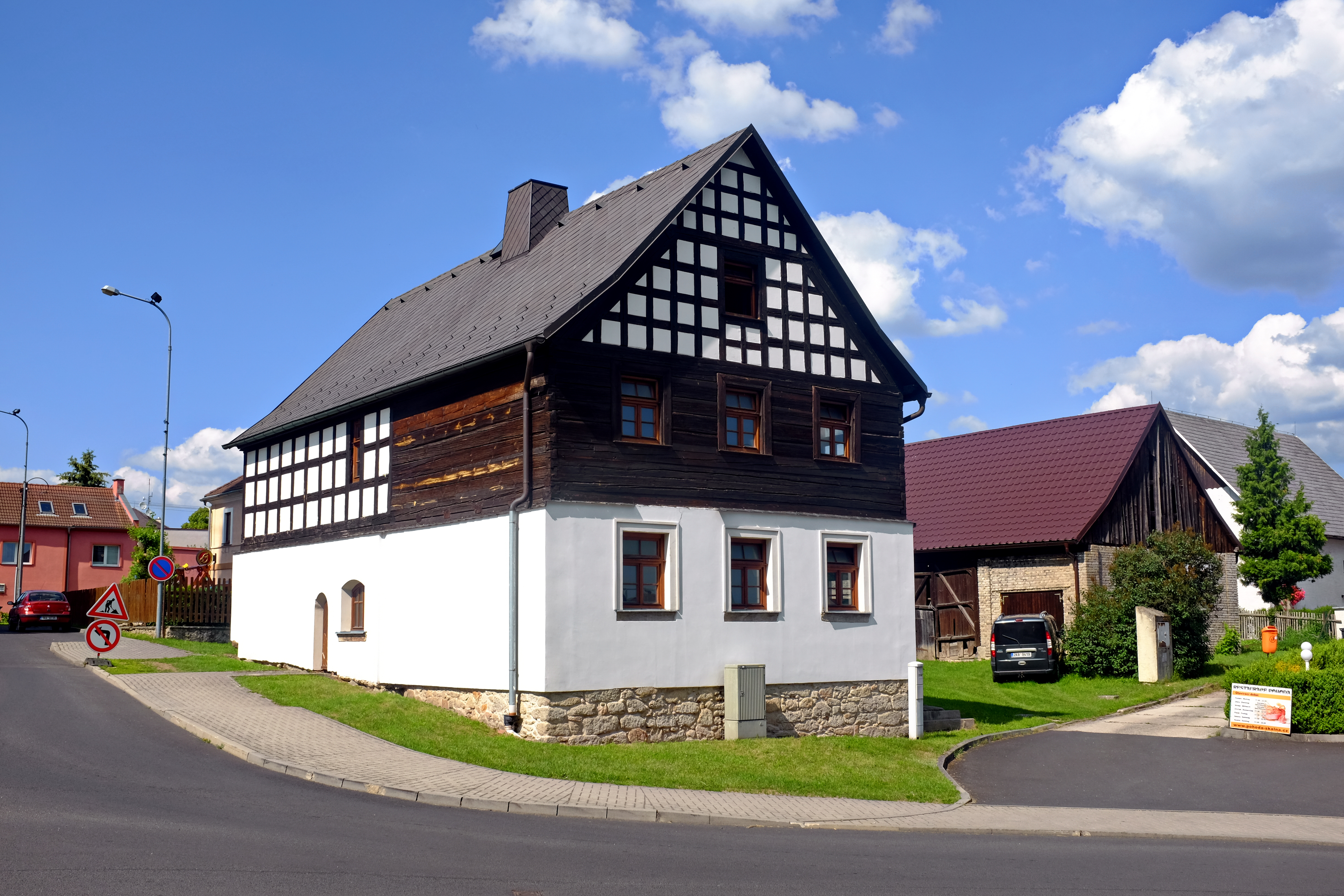
Skalná městský dům Česká čp. 125
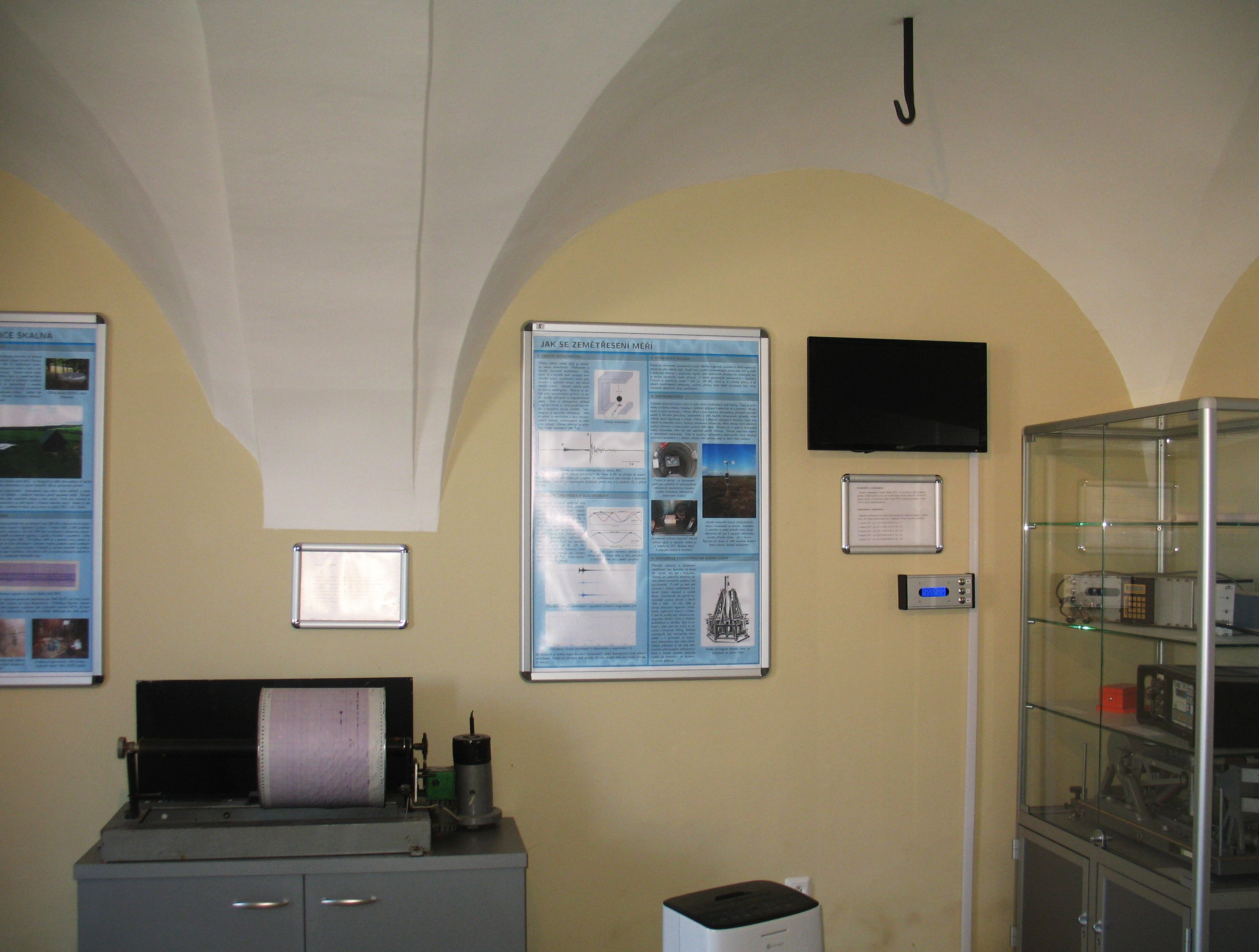
Geofyzikální muzeum
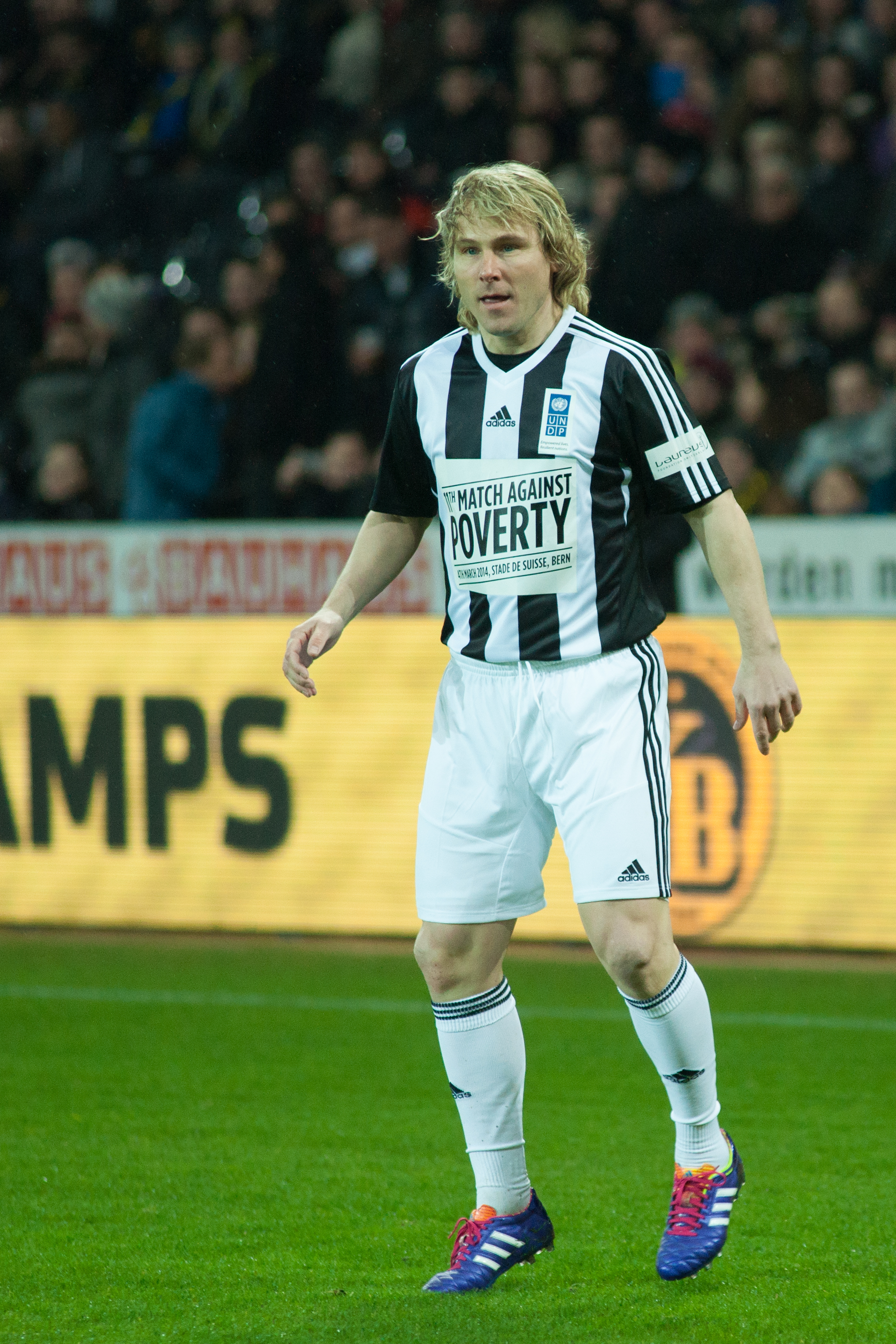
Pavel Nedvěd fotbalem proti chudobě 2014